# Leucaena
Genre
Leucaena est un genre de plantes à fleurs dicotylédones de la famille des Fabaceae (légumineuses), sous-famille des Faboideae, originaire d'Amérique, qui comprend 25 espèces acceptées. 
Ce sont des arbres et arbustes aux feuilles composées bipennées et aux inflorescences en forme de têtes arrondies groupant de nombreuses fleurs sessiles.
Certaines espèces du genre sont utilisées à diverses fins : fourrage, engrais vert, bois d'œuvre, bois de chauffage, charbon de bois, conservation des sols. Les graines peuvent être utilisées comme des perles (perles de jumbie). Des extraits de ces graines sont utilisés comme anthelminthiques à Sumatra (Indonésie).
Les gousses vertes et les graines de Leucaena leucocephala sont comestibles. Au Mexique, les graines, appelées guaje, sont consommées avec du sel. La consommation des graines de cette espèce et d'autres espèces de Leucaena peut entrainer perte de croissance, alopécie, cataracte, goître et infertilité chez les non-ruminants, du fait de leur teneur élevée en mimosine (acide aminé non-protéique).

## Liste d'espèces
Selon The Plant List (21 décembre 2018) :
- Leucaena collinsii Britton & Rose
- Leucaena colombiana Britton & Rose ex Britton & Killip
- Leucaena confertiflora Zarate
- Leucaena cuspidata Standl.
- Leucaena diversifolia (Schltdl.) Benth.
- Leucaena esculenta (DC.) Benth.
- Leucaena greggii S.Watson
- Leucaena involucrata Zarate
- Leucaena lanceolata S.Watson
- Leucaena lempirana C.E.Hughes
- Leucaena leucocephala (Lam.) de Wit
- Leucaena macrophylla Benth.
- Leucaena magnifica (C.E.Hughes) C.E.Hughes
- Leucaena matudae (Zarate) C.E.Hughes
- Leucaena mixtec C.E.Hughes & S.A.Harris
- Leucaena multicapitula Schery
- Leucaena pallida Britton & Rose
- Leucaena pueblana Britton & Rose
- Leucaena pulverulenta (Schltdl.) Benth.
- Leucaena retusa Benth.
- Leucaena salvadorensis Britton & Rose
- Leucaena shannonii Donn.Sm.
- Leucaena spontanea C.E.Hughes & S.A.Harris
- Leucaena trichandra (Zucc.) Urb.
- Leucaena trichodes (Jacq.) Benth.